# 史朗
下元 史朗（しももと しろう、1948年8月14日 - ）は、日本の俳優。身長170cm。旧芸名は史朗。大阪府出身。大阪市旭区にある大阪市立大宮小学校卒業。

## 略歴
小学生当時から児童劇団に入団しているとの噂が同級生間で広まっていた。
以前はエビス大黒舎に所属していた。
多数のピンク映画や一般映画、Vシネマに出演している。

## 出演

### 映画
1972年
- 現代猟奇暴行史

1976年
- 残忍女暗黒史
- 非行記録 少女売春

1977年
- 赤い性 暴行傷害
- 蕾を殺る!
- 谷ナオミ 縛る!

1978年
- 日本性乱史
- ある女教師 緊縛
- デパート・ガール 恍惚三姉妹
- 未亡人下宿 ただのり（山本晋也監督）
- 緊縛変態花嫁
- 奥の体験 吸いつく女猫
- 発情アパート 乱行集団
- 残虐SEX 恥かしめ
- 緊縛女子学生

1979年
- 聖処女縛り
- ふるさとポルノ探訪 淫絶姉妹
- セミドキュメント 白昼の変質者
- 団地妻を犯す
- 谷ナオミ 縄肌地獄
- 少女縄化粧
- 濡れた牝猫
- 少女を襲う!
- 人妻を縛る!
- スキャンダル 悦楽の肌
- 痴漢電車 インベーダー（秘）大作戦
- 緊縛異常魔

1980年
- 節子の告白 私を抱いて!
- 淫蕩牝猫
- 激撮!日本の緊縛
- 噂の女 朝まで抱いて
- ワイセツドキュメント 連続変質魔
- 悶絶飛行 肉唇
- 人妻拷問
- 女教師 覗かれた暴行現場
- 少女緊縛
- 変態花嫁探し
- 聖少女拷問
- 鞭で泣かす
- 色情女 強烈舌ざわり
- 猟奇! 暴行事件
- 異常体験 夜の暴行魔
- 少女情婦
- セミドキュメント 変態飼育
- 異常な指 やめて!
- OL変態色情

1981年
- 縛りと檻
- 淫写!! 白衣と縄
- 狂った情事 おしゃぶり
- 日本の私刑
- 異常な快楽 禁唇
- 直撃! 凌辱史
- 女刑務所 犯す
- 裏バン女子学生 暴行教室
- 新妻暴行濡らす
- 女教師 鎖と緊縛
- 痴漢暴行電車
- ドキュメントポルノ 痴漢常習者
- 猟奇変質魔
- 新妻を縛る
- 女子学生を縛る
- 襲られた女
- 歓びの喘ぎ 処女を襲う
- ガキ帝国 悪たれ戦争 - 渋沢 役

1982年
- ブルーテープの女 淫らな呻き
- ポルノ最前線 感じて濡れて
- 色情魔性拷問
- 変態縄飼育
- TATTOO＜刺青＞あり（高橋伴明監督） - 佐藤 役
- 赤い復讐 暴姦
- 暴行性犯罪史 処刑
- 緊縛縄の制服
- 濡れた肌刺青を縛る - 復員兵 健児 役
- セーラー服色情飼育 - 文化人類学情報科研究室 講師 吉松正彦 役
- 若妻暴行変質魔
- RUNNING is SEX 狼 - 新聞屋 役
- 団鬼六 少女木馬責め - 村木 役

1983年
- 痴漢は最高!
- 襲われる女教師 - 白石信夫 役
- 刺青女を縛る 蛇と牡丹
- 虐待奴隷少女
- 連続暴行犯す
- 赤い暴行 残酷な責め
- 十階のモスキート（崔洋一監督） - 男の同僚C 役
- 花真衣 自縛
- 女子大生 縛って濡らす
- 真夜中ダブルレイプ
- 残酷ドキュメント 家畜人形
- 新妻真昼の暴行
- OL・濡れて堕ちる

1984年
- 夜勤看護婦 娼薬治療
- 連続!柔肌犯し
- 愛欲の日々 エクスタシー - 北川徹 役
- 変態家族 兄貴の嫁さん（周防正行監督） - 間宮幸一 役
- 緊縛 鞭と縄
- 真昼の切り裂き魔（滝田洋二郎監督）

1985年
- 凌辱!制服処女
- 激愛!ロリータ密猟
- 倒錯みだれ縄
- 制服肉奴隷 - 見田英次 役
- 地下鉄連続レイプ
- SEX乙女隊 獣たちの宴
- 秘肉なぶり縄
- 白衣監禁
- 団地妻 尻奴隷
- 逆さ吊し縛り縄
- 密室変態調教
- 新任教師 地下室の拷問
- 濡れた処女 ワイセツ暴行
- 痴漢と制服
- OL誘拐犯 剥ぐ!
- 緊縛の仕置き
- 火まつり - 青年 役
- 恍惚むきだし美人 - 草加拓也 役

1986年
- コミック雑誌なんかいらない!（滝田洋二郎監督）
- 地獄のローパー、緊縛・SM・18才（片岡修二監督） - 主演・地獄のローパー 役
- 制服監禁暴行
- お嬢さんのONANIE
- 亜紀子の唇 愛戯
- 女子大生 みだれた関係
- ハード・エクスタシー 失神寸前
- SM・倫子のおもらし
- 人妻ONANIE 陶酔

1987年
- 看護女子寮 凌された天使
- THE SWIMMER 泳ぐ男
- 団地妻 ニュータウン暴行魔
- 団鬼六 生贄姉妹
- 半熟マドンナ おいしい太腿
- 痴漢電車 後ろで発車
- 団鬼六 人妻なぶり
- ロリータ監禁飼育
- 変態
- 妻たちの不倫 濡れる
- 痴漢電車 車内でエッチ
- 檻の中の欲しがる女たち - 木屋正一 役

1988年
- 愛人妻 あぶない情事 - 野沢俊介 役
- お元気クリニック 立って貰います（にっかつ、滝田洋二郎監督）
- 聖熟女 - 寺沢光一 役
- 地下鉄連続レイプ 愛人狩り
- DOOR（高橋伴明監督） - 本田悟 役
- 本番ONANIE 指戯
- 痴漢電車 あぶない太腿
- いんらん姉妹
- ホテトル天使 恥辱の罠
- ジャパゆきレポート 裂情
- 人妻ワイセツ暴行
- 兄貴の嫁さん いん夢
- 危険な制服

1989年
- 若妻不法監禁
- レイプ裁判 濡れた桜紙
- 課外授業 暴行（瀬々敬久監督）
- 危ない話 第三話「あの日にかえりたい」 - ラジオの声 役
- 昼濡らす人妻 - 洋子の昔の恋人 良介 役
- 人妻 口いっぱいの欲情
- 獣欲魔 乱行

1990年
- 痴漢電車 パンティーの穴
- 熟れた若妻 ザ・スワッピング
- ギャッピー ぼくらはこの夏ネクタイをする! - 小林邦男 役
- 稲村ジェーン（桑田佳祐監督） - 黒メガネ 役
- さわこの恋 上手な嘘の恋愛講座 - 上田課長 役
- われに撃つ用意あり - 韓国料理屋の主人 役
- 凌辱!白衣を剥ぐ
- 痴漢電車 通勤快楽
- 破廉恥舌戯テクニック
- 最新ソープテクニック2 泡姫御殿
- ザ・高級売春 地獄の貴婦人

1991年
- 獅子王たちの夏 - 旅館の眼鏡の主任 役
- キスより簡単2 漂流編 - 山本 役
- 悶絶!快感ONANIE
- 変態性戯 みだらに苛めて!
- 買春スペシャル 欲望貴族
- 高級ソープテクニック 究極の快楽
- ガッデム!!

1992年
- 離婚妻快感ONANIE
- 事件屋稼業 - 沢口の声
- 地獄の警備員 - タクシー運転手 役
- 性感治療 白衣のわななき
- 高級ソープテクニック2 個室欲情
- ラブホテル・リポート 蜜の部屋
- 性風俗ドキュメントII ザ・快楽

1993年
- 未亡人 初七日の悶え - 新衛門 役
- 人間交差点 不良 - 刑事A 役
- 人間交差点 道 - 沢田 役

1994年
- 連続ONANIE 乱れっぱなし
- 高級ソープテクニック4 悶絶秘戯 - トミモリ 役
- いやらしい人妻 濡れる
- 唐獅子 姐御 - 鯉城組 組長代行 黒木 役
- 修羅の帝王 - 直江の父 役
- 愛の新世界 - 客 役

1995年
- 斬り込み - 深川中央署 暴力団対策課 課長 田宮六郎 役
- すけべ温泉 お座敷裸舞
- 女囚処刑人マリア PRISONER MARIA：THE MOVIE

1996年
- セラフィムの夜 - 青木医師 役
- 勝手にしやがれ!! 逆転計画 - 黒川 役
- 迅雷 組長の身代金 - 緋野勝久 役
- 牝臭 とろける花芯

1997年
- 復讐 THE REVENGE 消えない傷痕 - 古紙回収業者 役
- 暗殺の街 - 永田 役
- 現代仁侠伝 - 山下 役
- マグニチュード 明日への架け橋

1998年
- 蛇の道 - 大槻 役
- 冷血の罠 - 刑事 役
- 酔夢夜景（片岡修二監督） - 勝島 役
- がんばっていきまっしょい（磯村一路監督） - 医師 役

1999年
- アナーキー・インじゃぱんすけ 見られてイク女（瀬々敬久監督） - グミョウジ 役
- Danger de mort <ダンジェ> - バイク便の無線係 役
- 第七官界彷徨 尾崎翠を探して（浜野佐知監督） - 長兄 役
- ドリームメーカー - 五十嵐 役

2000年
- ISOLA 多重人格少女 - 被災者 役
- 発狂する唇 - 当麻平進 役
- 新・男樹 完結編 - 久藤 役
- 不倫妻 情炎
- HYSTERIC（瀬々敬久監督） - パチンコ店店主 役
- 青空 - 熊沢 役
- 果てしない欲情 もえさせて!
- スチュワーデス禁猟区 昼も夜も昇天

2001年
- DRUG - 小田島聡 役
- 愛染恭子VS小林ひとみ 発情くらべ - 染山征二郎 役
- トーキョー×エロティカ 痺れる快楽（瀬々敬久監督） - サンドイッチマンの男 役
- 陰陽師 - 左大臣 小野清麻呂 役
- PAIN/ペイン - 杉下（スカウトマン） 役
- 人妻試乗会 人妻・秘密の情事
- マネーざんす「B5」 - タクシードライバー 役
- 血を吸う宇宙 - 大牟田刑事 役

2002年
- カナ子 - 課長 役

2003年
- 烈風 ACTION!? - 雑貨屋店主 役
- 3 on 3
- IKKA：一和

2004年
- ほたるの星 - 五郎丸先生 役
- 団地の奥さん、同窓会に行く - 角川 役
- ユダ（瀬々敬久監督）
- 片目だけの恋 - 父 役

2005年
- 因幡の白うさぎ - 研究所所長 高木 役
- 草叢 KUSAMURA（2005年）

2006年
- るにん - 地所人・善右衛門 役
- 刺青 SI-SEI - 朗読
- サンクチュアリ
- 早咲きの花
- おじさん天国 - 高山 役

2007年
- 歌謡曲だよ、人生は 第一話「僕は泣いちっち」- ボクシングのトレーナー 役
- しゃべれどもしゃべれども - 十河厳（五月の父） 役

2008年
- 丘を越えて
- しあわせのかおり - 島史郎（常連客） 役
- すんドめ3 - 中年男 役

2009年
- すんドめ4 The Final - 中年男 役
- 感染列島（瀬々敬久監督）

2010年
- 瞬 またたき - 園田登 役

2012年
- リアル鬼ごっこ4 - 川内宗二郎 役
- リアル鬼ごっこ5 - 川内宗二郎 役
- ストリッパー

2013年
- すーちゃん まーちゃん さわ子さん（2013年3月2日公開、御法川修監督） - 写真館の主人 役
- 女警備員 まさぐり巡回（2013年8月23日公開、オーピー映画、国沢実監督） - 浜田勲 役
- 修羅よ さらば - 広亀組組長 役

2014年
- 兄弟挽歌 - 三代目高島組組長 名良橋 役
- 三代目代行 - 元 物理教師 葉加瀬 役
- アンダーフェイス - 田嶋組組長 役
- つぐない 新宿ゴールデン街の女

2015年
- おかあさんの木 - 遺族支援団体幹部 役
- 濡れた愛情 ふしだらに暖めて（2019年3月1日、オーピー映画） - 月島春一郎（佐知子の叔父） 役[3]

2016年
- ゆれる心 - 荒川 役

2017年
- 夏の娘たち ひめごと

2018年
- 菊とギロチン - 願人坊主 役

2021年
- 痛くない死に方 - 井上敏夫 役

2022年
- なん・なんだ - 主演・三郎 役
- MIRRORLIAR FILMS Season2「インペリアル大阪堂島出入橋」
- 夜明けまでバス停で - センセイ 役

2024年
- 心平、 - 大村一平 役[4]

2025年
- 「桐島です」[5]

### テレビドラマ
- 三姉妹探偵団（1986年、フジテレビ）
- さすらい刑事旅情編 第19話（1989年、テレビ朝日）
- 大河ドラマ「太平記」（1991年、NHK総合） - 土岐頼遠 役
- 連続テレビ小説「君の名は」（1991年、NHK総合） - 黒川 役
- タクシードライバーの推理日誌
  - 5「行き先のない乗客“人を殺した”とその女は言った…」（1995年5月27日、テレビ朝日） - 多門リゾート開発 社長 多門大助 役
- 水戸黄門（第27部） 第24話（1999年、TBS） - 園池 役
- 信濃のコロンボ事件ファイル 第1話（2001年、テレビ東京） - 野本孝平 役
- ウソコイ第11話（2001年、フジテレビ）
- 大河ドラマ「利家とまつ〜加賀百万石物語〜」（2002年、NHK総合） - 篠原主計 役
- 月曜ミステリー劇場「湯の町コンサルタント」第1作（2002年、TBS） - 刑事 斉藤 役
- 新・愛の嵐（2002年、東海テレビ / フジテレビ） - 黒岩重五郎 役
- マイリトルシェフ（2002年、TBS） - 有沢 役
- 月曜ミステリー劇場「弁護士・猪狩文助」第3作「悪の扉」（2002年8月19日、TBS） - 三上健吉 役
- 御宿かわせみ 第1話（2003年、NHK総合） - 孫七親分 役
- 最後の忠臣蔵（2004年、NHK総合） - 秋元喬知 役
- 警視庁鑑識班17（2004年6月8日、日本テレビ）
- 相棒（テレビ朝日）
  - season4 第21話「桜田門内の変」（2006年） - 警視庁公安部長 安田徹 役
  - season5 第17話「女王の宮殿」（2007年） - 画商 服部照秋 役
  - season9 第5話（2010年） - 石井久雄 役
- 吉祥天女（2006年、テレビ朝日） - 遠野一郎 役
- 大河ドラマ「風林火山」（2007年、NHK総合） - 朝比奈泰能 役
- 週刊真木よう子（2008年、テレビ東京）
- 深夜食堂2 第15話（2011年、TBS） - 柚木 役
- 贖罪（2012年、WOWOW） - 不動産屋 近田 役
- ヒトリシズカ（2012年、WOWOW） - 墨田 役
- 女検視官・江夏冬子1（2012年、フジテレビ） - 浅倉正行 役
- 小暮写眞館（2013年、NHK BSプレミアム） - 三田義雄 役
- リバースエッジ 大川端探偵社（2014年、テレビ東京） - おでん屋の店主 役

### Vシネマ
- バトルガール Tokyo Crisis Wars（1991年）
- ロシオアン・ルーレット 最後の掛け（1991年）
- コードネームKレディコネクション（1991年）
- こちら凡人組（1992年） - 鬼州組片梨組々長 片梨五郎 役
- 続・こちら凡人組（1992年） - 鬼州組片梨組々長 片梨五郎 役
- とられてたまるか（1992年）
- テンカウント（1992年）
- 大激突（1993年）
- 仁義なきイレブン（1993年）
- とられてたまるか2（1993年）
- まるごし刑事（1993年）
- ヤンキー愚連隊 なんぼのもんじゃい!2（1994年）
- OL博徒 緋牡丹のお龍（1994年）
- OL博徒 緋牡丹のお龍2（1994年）
- 病院なんか怖くない。ボクが病気になった理由2（1994年）
- けんか屋 伝説の裏ケンカ師!無敗伝説（1994年）
- 女忍（くノ一）蜜壷に秘められた淫術（1995年）
- キリング・エンジェル 夢犯（1995年）
- スケバン女教師（1996年）
- 風俗の鉄人（1996年） - 高校教師 鶴田 役
- 通称!ピスケン（1996年）
- プリズンホテル（1996年）
- ハイエナの夜（1997年）
- 詐話師 STING（1997年）
- 難波金融伝 ミナミの帝王9 銃弾の復讐（1997年）
- 外道（1998年） - 土谷組 コグレ 役
- 女教師監禁奴隷!（1998年）
- 盗撮師 ターゲット1 制服を脱いだ美人秘書（1998年）
- 強奸監禁座敷牢（1999年）
- 満たされない人妻 昼下がりの秘密（1999年）
- 真・雀鬼 シリーズ（竹書房）
  - 真・雀鬼3 東西麻雀決戦（1999年）
  - 真・雀鬼6 復讐への対局（2001年）
  - 真・雀鬼7 さらば友よ、引き裂かれた麻雀（2001年）
  - 真・雀鬼13 闇のプロフェッショナル（2002年） - 運送屋 社長 三谷 役
  - 真・雀鬼14 プロ雀士秘話! オーラスの向こう側（2003年）
  - 真・雀鬼18 死神と呼ばれた男
- 攻略王3 史上最強! 永久連チャンタイムセット打法（2000年）
- 女刑事涼子 狙われた肉体（2000年）
- ヤンママギャンブラー（2000年）
- ブリード 血を吸う子供（2000年）
- 快楽エステ 淫らな指（2000年）
- 籠女 KAGOME（2000年）
- 修羅の絆（2000年） - 山崎総業 幹部 役
- 牝牌 シリーズ（2001年 - 2004年）
  - 牝牌 復讐の闘魂（2001年）
  - 牝牌 賭ける柔肌（2003年）
  - 牝牌 肉体は武器（2003年）
  - 牝牌 汚された女雀士（2004年）
  - 牝牌 肉親愛に賭ける女たち（2004年）
- 極道烈伝 桜と龍（2001年）
- 首相官邸の女（2001年）
- 人妻告白ファイル 女子大生処女調教（2002年）
- 女社長男狩り（2002年）
- 超極道（2002年） - 冨樫組組長 冨樫 役
- コードネーム ナビ Mission1 殺しのルージュ（2003年）
- 梁山泊 攻略の絆（2003年）
- 真夜中の診察室 誘惑のレースクイーン（2003年）
- 猥褻ネット集団 いかせて!!（2003年） - 店長 役
- 玄海組血風録 外道の群れ（2004年） - 刑事 森山 役
- 極道の紋章（2007年） - 十三 二代目忠道会本部長 清水組組長 清水武雄 役
- Eros d'O -O嬢の物語-（2008年）
- むこうぶち 高レート裏麻雀列伝 シリーズ（2008年） - 中里 役
  - むこうぶち3 高レート裏麻雀列伝 裏プロ（2008年）
  - むこうぶち4 高レート裏麻雀列伝 雀荘殺し（2008年）
  - むこうぶち5 高レート裏麻雀列伝 氷の男（2008年）
  - むこうぶち6 高レート裏麻雀列伝 女衒打ち（2009年）
  - むこうぶち8 高レート裏麻雀列伝 邪眼（2010年）
  - むこうぶち9 高レート裏麻雀列伝 麻将（2012年）
  - むこうぶち10 高レート裏麻雀列伝 裏ドラ（2012年）
  - むこうぶち11 高レート裏麻雀列伝 鉄砲玉（2014年）
  - むこうぶち12 高レート裏麻雀列伝 付け馬（2015年）
  - むこうぶち13 高レート裏麻雀列伝 壺（2017年）
  - むこうぶち14 高レート裏麻雀列伝 相方（2017年）
  - むこうぶち15 高レート裏麻雀列伝 麻雀の神様（2018年）
- 修羅の妻たち 射殺者の妻、その愛（2008年）
- BLACK MAFIA 絆 完結編（2009年） - 関西鬼神会会長 奥川一雄 役
- 赤い服の女（2010年）
- 喪服未亡人M 密約遊戯（2010年）
- 不良の神様〜瑠璃の鳴く頃に〜（2012年） - 東海組組長 東海日出男 役
- 抗争の黙示録（2012年）
- 中京統一戦線（2012年）
- 団鬼六 人妻なぶり（2012年）
- 代理戦争 やくざ×韓国マフィア（2013年） - 啓仁会幹部 木島組組長 木島 役
- 不動の仁義（2013年） - 手配師 役
- 血掟（おきて）（2013年） - 竜星会幹部 北川興業 社長 北川俊蔵 役
- 灼熱の闘牌録!鉄火場のシン 生き残るモノの覚悟（2014年） - 花田 役
- 灼熱の闘牌録!鉄火場のシン 卓上に賭けた絆（2014年） - 花田 役
- 一族の絆（2014年） - バッティングセンター 店主 役
- 盃外交（2014年） - 弘和会 会長 森永勇次 役
- 日本統一5・21（2014年・2017年） - 初代藤代組組長 藤代正光 役
- 日本やくざ抗争史 絶縁 第一章（2014年） - 三代目丹波組若頭補佐 郷野組組長 郷野満 役
- 日本やくざ抗争史 絶縁 第二章（2014年） - 三代目丹波組 郷野組組長 郷野満 役
- 極道の教典 第四章（2015年） - 建設会社 森安組 社長 ヒグチ 役
- 制覇4（2015年） - 難波組 椎名喬 役
- 後妻業の悪女（2016年） - 資産家 大橋雄一郎 役
- 裏門釈放1・2（2017年） - 天王寺稲村組組長 稲村藤作 役
- 裏切りの仁義（2017年） - 啓仁会若頭補佐 岸田組組長 岸田秀典 役
- 極道天下布武（2017年） - 室八連合会若頭 松枝一家総長 松枝久秀 役
- 双頭の龍（2017年） - 黒姫一家総長 田井中悟 役
- 極道黙示録1・2（2017年・2018年） - フィクサー 国定 役
- 極道の門 第一部 - 第八部（2018年 - 2020年） - 二代目大政組組長 鹿島剛介 役
- GOKU・OH 極王1 - 6（2019年 - 2020年） - 丹羽興業組長 丹羽博 役
- 疵と掟5（2019年） - 中浜組組長 松風宏志朗 役
- 麻雀破壊神 むこうぶち傀 山師（2020年） - 松井 役
- 影と呼ばれた男たち4 - 6（2020年） - 元・国土交通大臣 溝口秀典 役
- 織田同志会 織田征仁 第四章（2020年） - 静岡 富士見会会長 崎山徳三（三島会会長三島剛三と兄弟分） 役
- 極道の紋章レジェンド（2021年） - 関西侠友会会長 嶺井勝治 役

### ウェブドラマ
- 全裸監督2（2021年6月24日 全話配信、Netflix）

### テレビアニメ
1998年
- こちら葛飾区亀有公園前派出所 - ハードボイルド刑事 役